# Torben Theine
Torben Theine (* 10. Juli 1968 in Bad Oeynhausen) ist ein ehemaliger deutscher Tennisspieler.

## Karriere
Als Qualifikant gelang Theine 1986 der Einzug ins Hauptfeld des ATP Stuttgart, scheiterte jedoch in drei Sätzen am Südafrikaner Barry Moir. Letztlich gelang ihm auf der ATP Tour kein einziger Turniersieg, weder im Einzel, noch im Doppel. Erfolgreicher war er auf der ATP Challenger Tour, dort errang er zwei Doppeltitel. Seine höchste Notierung in der Tennis-Weltrangliste erreichte er 1989 mit Position 208 im Einzel sowie 1988 mit Position 219 im Doppel.
1988 gelang ihm die Qualifikation für die Australian Open, wo er allerdings chancenlos gegen Paul Chamberlin war. Dies war zugleich sein einziger Grand-Slam-Auftritt im Einzel. Im Doppel stand er zwei Mal im Hauptfeld der Australian Open sowie ein Mal in Wimbledon Championships.
Theine spielte in den 90er-Jahren für den Rochusclub Düsseldorf in der 1. Tennis-Bundesliga.

## Trainertätigkeit
Theine ist DTB-B-Trainer und beim KTHC Stadion Rot-Weiss für die männlichen Spitzenspieler zuständig. Darüber hinaus ist Theine seit 1994 Coach der Bundesligamannschaft des Bremerhavener TV.

## Turniersiege
| Legende                       |
| Grand Slam                    |
| Tennis Masters Cup            |
| ATP Masters Series            |
| ATP International Series Gold |
| ATP International Series      |
| ATP Challenger Tour (2)       |

### Doppel
| Nr. | Datum | Turnier | Belag     | Partner        | Finalgegner                            | Ergebnis |
| --- | ----- | ------- | --------- | -------------- | -------------------------------------- | -------- |
| 1.  | 1988  | Graz    | Hartplatz | Denys Maasdorp | Stanislav Birner Alessandro De Minicis | 6:4, 6:4 |
| 2.  | 1988  | Parioli | Sand      | Andreas Lesch  | Massimo Cierro Alessandro De Minicis   | 6:3, 6:1 |